# Pyrrhopyge sadia
Espèce
Pyrrhopyge sadia est une espèce de lépidoptères (papillons) de la famille des Hesperiidae, de la sous-famille des Pyrginae, de la tribu des Pyrrhopygini et du genre Pyrrhopyge.

## Dénomination
Pyrrhopyge sadia a été nommé par William Harry Evans en 1951.

### Nom vernaculaire
Pyrrhopyge sadia se nomme Sadia Firetip en anglais.

## Description
Pyrrhopyge sadia est un papillon  au corps trapu marron au thorax rayé de deux bandes rouge et à l'extrémité de l'abdomen rouge.
Les ailes sont sur le dessus de couleur marron à frange orange et le revers des ailes postérieures est partie marron le long du bord interne, partie orange le long du bord costal et toute la partie distale de l'aile, de la moitié de bord costal à l'angle anal.

## Écologie et distribution
Pyrrhopyge sadia est présent au Pérou et en Équateur,.

### Protection
Pas de statut de protection particulier.